# Carl Fredrik Dahlgren

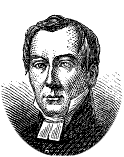
Carl Fredrik Dahlgren

Carl Fredrik Dahlgren (* 20. Juni 1791 in Stens bruk bei Norrköping; † 2. Mai 1844 in Stockholm) war ein schwedischer Dichter und Priester.

## Leben
Dahlgren publizierte 1825 die Satire Babels Torn („Der Turm von Babel“). Er wird der Romantik und dem Realismus zugerechnet. Dahlgren war außerdem einer der sogenannten Phosphoristen. Er schrieb vorwiegend naturidyllische Lyrik und Komödien.